# منتخب أنغولا لكرة السلة
منتخب أنغولا الوطني لكرة السلة (بالبرتغالية: Seleção Angolana de Basquetebol Masculino‏) هو ممثل أنغولا الرسمي في المنافسات الدولية في كرة السلة.

## تشكيلة المنتخب

### قائمة اللاعبين
الفريق المستدعى للمشاركة في تصفيات كأس العالم لكرة السلة 2019 (إفريقيا) [الإنجليزية].